# Oresbius ambulator
Oresbius ambulator är en stekelart som först beskrevs av Per Abraham Roman 1909.  Oresbius ambulator ingår i släktet Oresbius och familjen brokparasitsteklar. Arten är reproducerande i Sverige. Inga underarter finns listade i Catalogue of Life.